# Corcyrogobius liechtensteini
Corcyrogobius liechtensteini es una especie de peces de la familia de los Gobiidae en el orden de los Perciformes.

## Morfología
Los machos pueden llegar a alcanzar los 2,5 cm de longitud total.

## Hábitat
Es un pez de mary, de clima subtropical y demersal.

## Distribución geográfica
Se encuentra en el mar Mediterráneo, mar Adriático, Ibiza y el norte del mar Tirreno.

## Observaciones
Es inofensivo para los humanos. 